# Watertoren (Tilburg)
De watertoren in Tilburg is gebouwd in 1897 voor de Tilburgsche Waterleiding Maatschappij. In dat jaar kreeg de stad naast een toren ook een buizennet en een pompstation. De toren is ontworpen door architect H.P.N. Halbertsma, die ook watertorens in onder meer Leeuwarden, Meppel, Roermond en Roosendaal heeft ontworpen. De watertoren heeft een hoogte van 50,50 meter en één waterreservoir van 1000 m³.
Tijdens de Tweede Wereldoorlog werd de toren door de Duitsers gebruikt als uitkijktoren. Aan het eind van de oorlog, op 26 oktober 1944, hebben de Duitsers tevergeefs geprobeerd de toren op te blazen. De toren bleef overeind maar de bovenbouw en het reservoir raakten zwaar beschadigd. Bij de hierna benodigde restauratie werd de bovenbouw vereenvoudigd uitgevoerd met een hekwerk in plaats van de oorspronkelijke kantelen. Na de restauratie werd het reservoir op 10 december 1947 weer in gebruik genomen.
In 2007 werd de toren na 110 jaar gebruik buiten werking gesteld. De toren is een Rijksmonument sinds 10 mei 2002 en is in eigendom van de Staat.
Almkerk
Oude · 
Nieuwe · 
Bergen op Zoom · 
Breda
(Speelhuislaan ·
Wilhelminasingel) · 
Dinteloord · 
Dongen · 
Eindhoven
(Willem Elsschotlaan ·
TU ·
Anton Coolenlaan) · 
Etten-Leur
(Oude ·
Isover) · 
Fijnaart · 
Gilze ·
Heeswijk · 
Helmond
(Oude ·
Raaijmakers ·
Torenstraat) · 
's-Hertogenbosch
(Hinthamereinde ·
Michelin) · 
Hooge Zwaluwe · 
Kaatsheuvel · 
Oss
(Oude ·
Nieuwe) · 
Raamsdonksveer · 
Roosendaal · 
Stampersgat · 
Steenbergen
(Oude · 
Nieuwe · 
Tilburg · 
Udenhout
(Assisië ·
Vincentius) ·
Vught · 
Waalwijk · 
Zevenbergen
(Oude ·
Nieuwe) ·
Noord-Brabant: Steden en dorpen      Nederland: Provincies · Gemeenten